# Antón Arriola
Antón Arriola Boneta (Durango, Vizcaya; 1967) es un economista, novelista y directivo de banca español. Desde noviembre de 2022 es presidente del banco Kutxabank, surgido de las antiguas cajas de ahorros vascas.

## Trayectoria profesional
Arriola se licenció en Ciencias Económicas y Empresariales por la Universidad de Deusto y posteriormente cursó un máster en Administración Empresas en la Universidad Bocconi de Milán.
Entre 1992 y 2009 trabajó para el banco de inversión estadounidense Goldman Sachs, en el cual desempeñó los puestos de responsable del área de fusiones y adquisiciones para España y Portugal, codirector de banca de inversión para España y Portugal y, desde 2003, director general para España.
Tras abandonar Goldman Sachs en 2009 se alejó del mundo de las finanzas para dedicarse a la literatura, publicando varias novelas.
En 2019 se incorporó al patronato de la Fundación BBK y en julio de 2022 el Consejo de Administración de Kutxabank dio el visto bueno a su nombramiento para sustituir a Gregorio Villalabeita cuando éste finalizara su mandato al frente del banco, en noviembre de 2022.

## Libros publicados
Serie de Ander Azurmendi (novela negra)
- El negro y la gata (Erein, 2016).
- El caso Newton (Erein, 2018).
- El diario de Josef Barath (Erein, 2020).

Otras obras
- Rjukan (Playa de Ákaba, 2014).
- La travesía del Voga (Playa de Ákaba, 2016). Premio de Narrativa Playa de Ákaba 2015.
- El ruido de entonces (Erein, 2021).